# Hotel Belvédère du Rayon Vert

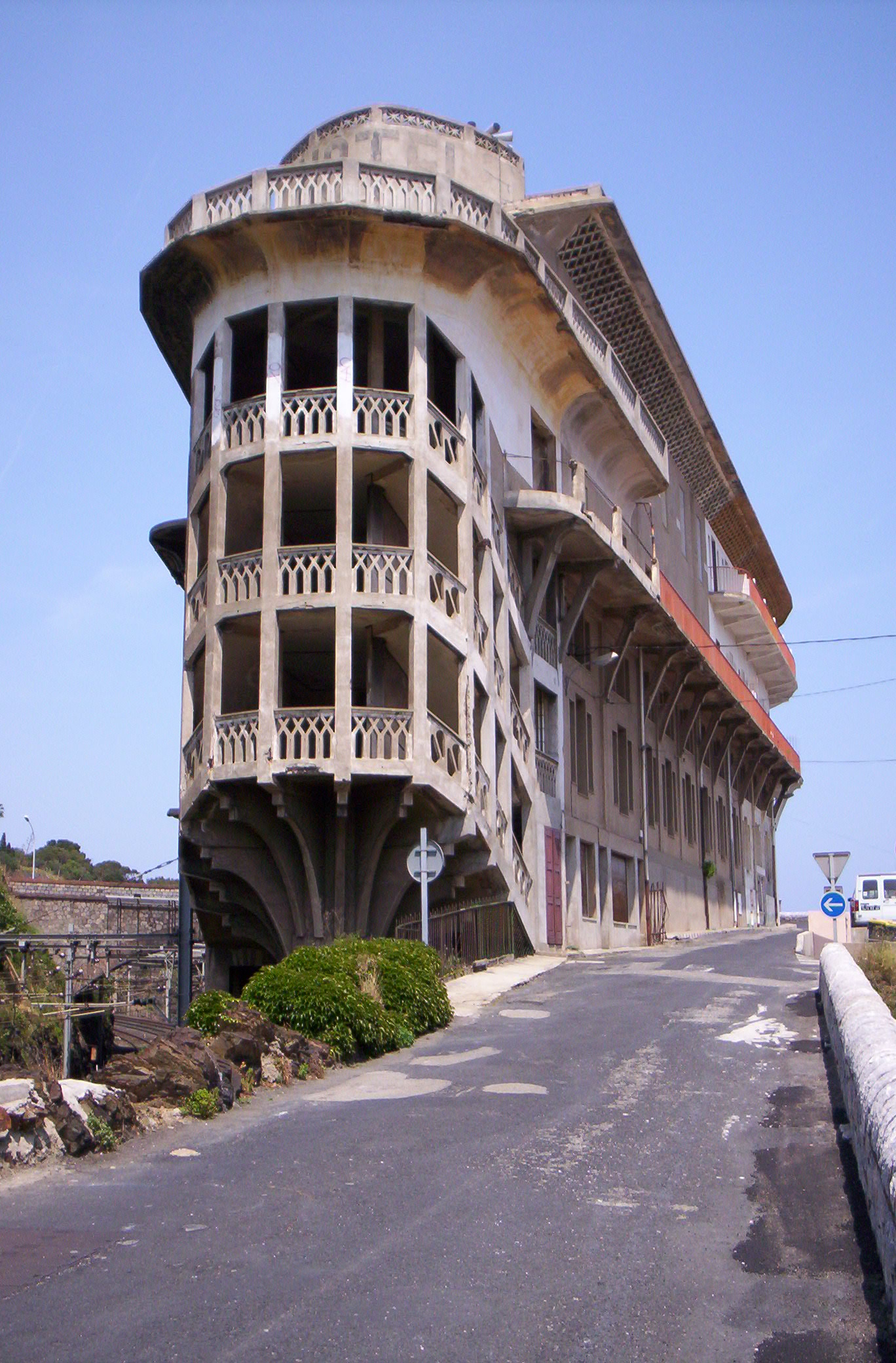
Edifício art déco de Baille, o Hotel Belvedere du Rayon Vert

O Belvédère du Rayon Vert é um antigo hotel em Cerbère, França, projectado em estilo Art Déco pelo arquitecto Perpignan, Léon Baille, e construído entre 1928 e 1932. Tem a aparência geral de um navio. Tinha cinema próprio e campo de ténis na cobertura. Fechou em 1983.
Em 1987, o edifício foi protegido por ser listado como um monumento histórico.